# 雅克·居里
雅克·居里（法語：Jacques Curie，1856年10月29日—1941年），法国物理学家，蒙彼利埃大学教授。19世纪八十年与其弟皮埃尔·居里发现晶体的压电效应。